# Klara Neuburger

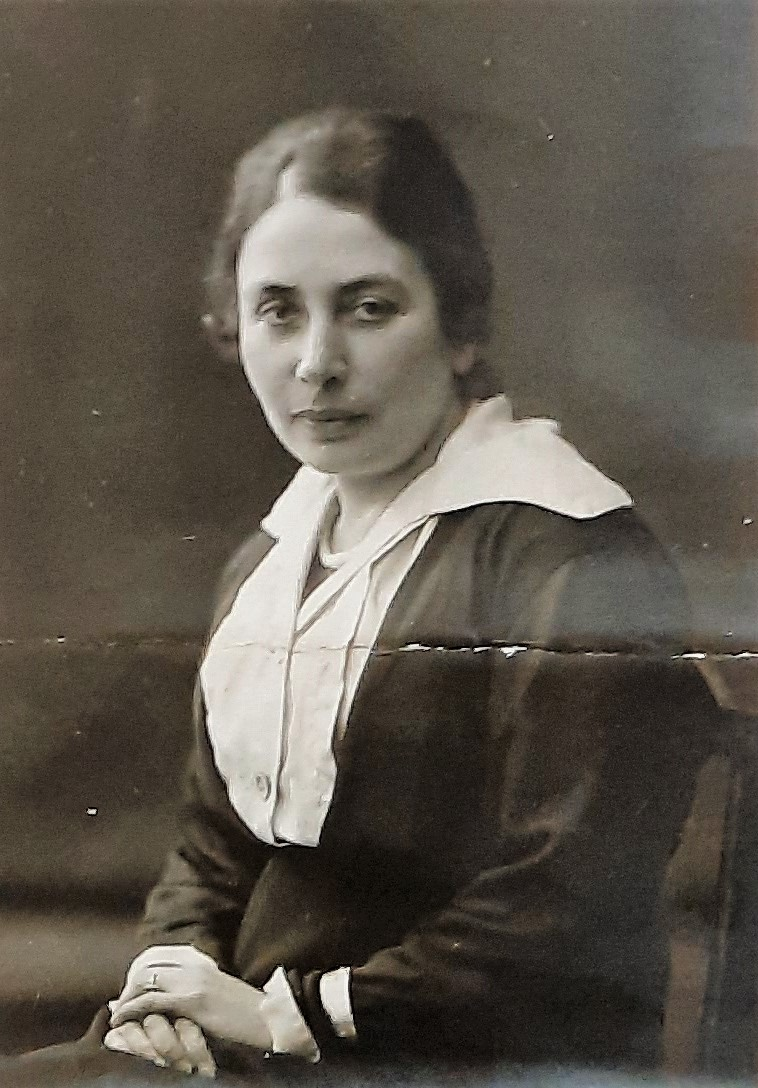
Klara Neuburger (1921)

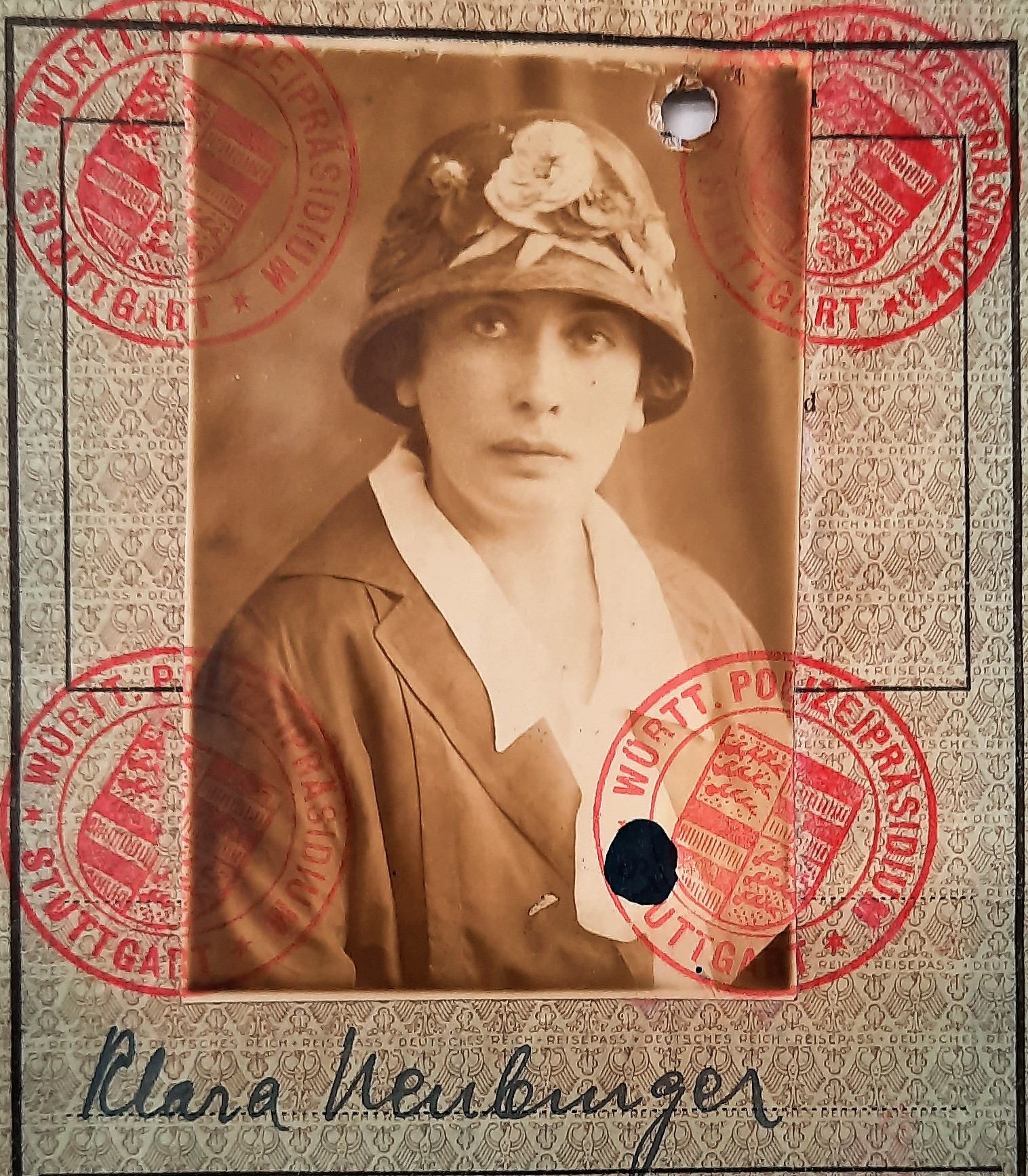
Klara Neuburger (Passfoto 1924)

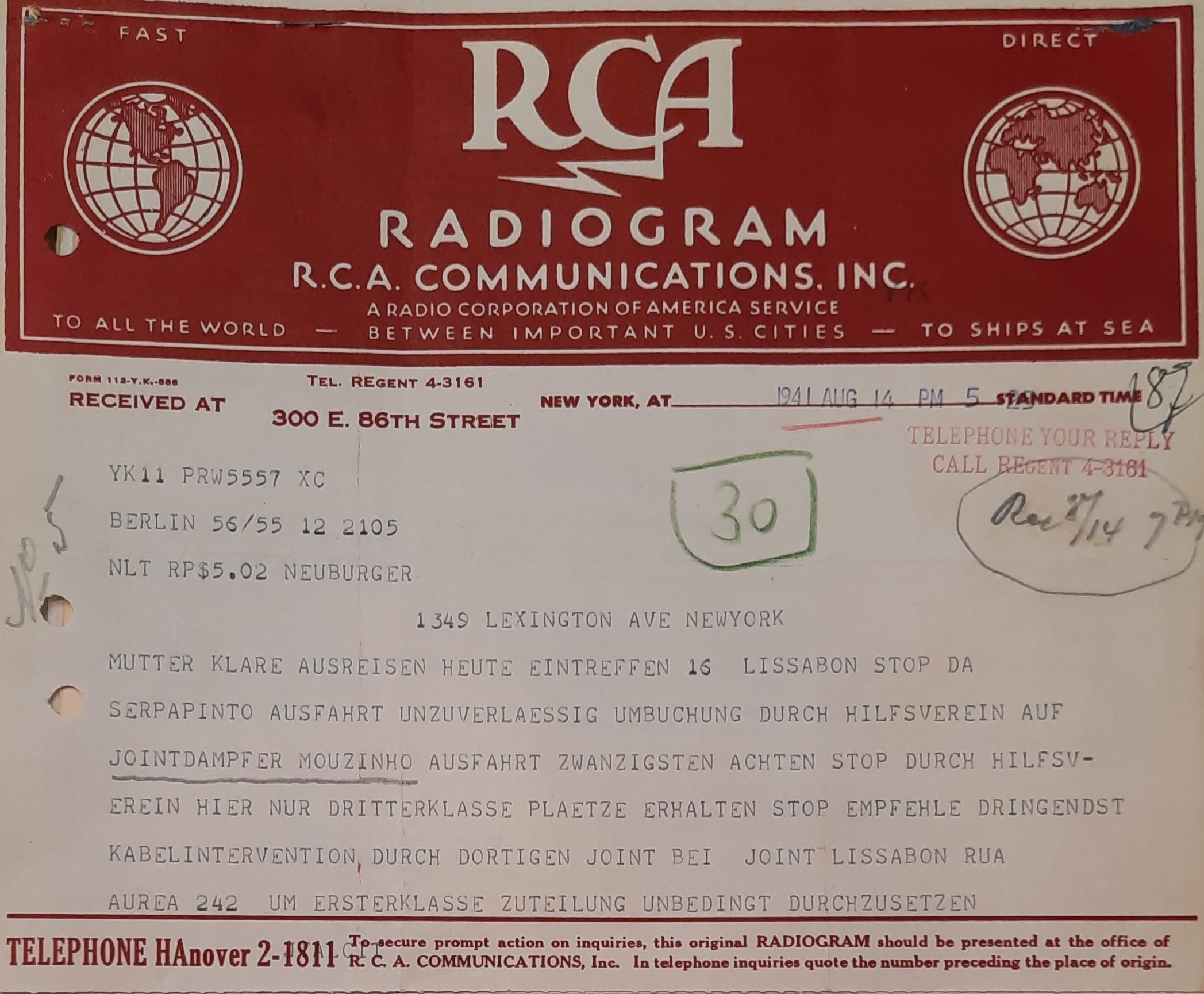
Telegramm Ausreise Schiffspassage

Klara Neuburger (* 11. Mai 1882 in Stuttgart; † 8. Januar 1945 in Paterson (New Jersey)) war eine deutsche Malerin jüdischer Familienherkunft.

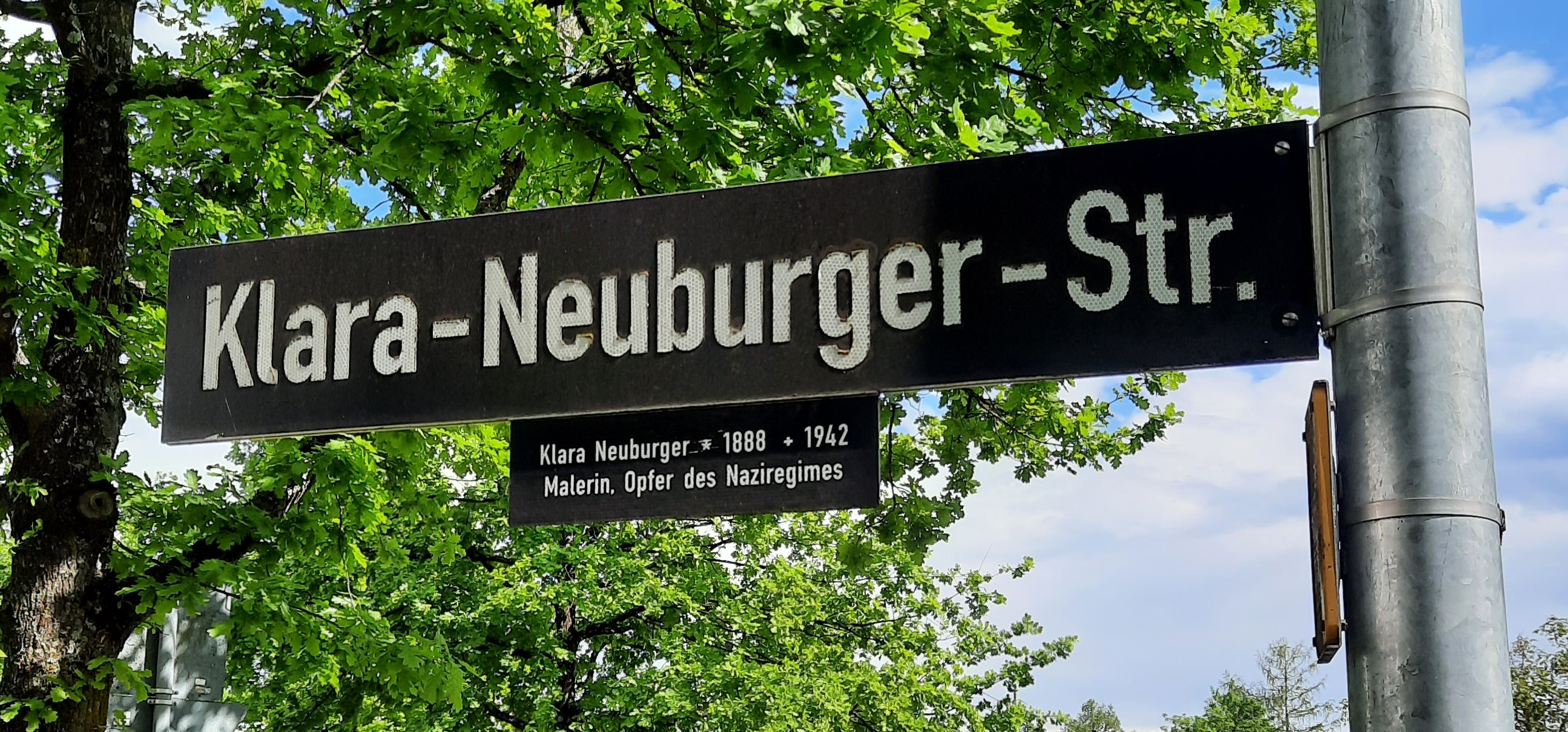
Straßenschild in Stuttgart-Riedenberg mit altem Erläuterungsschild von 1991

## Leben und Werk
Klara Neuburger wurde 1882 in der damaligen Stuttgarter Gartenstraße 15 (heute Fritz-Elsas-Straße) als fünftes Kind von Martin Neuburger, Fabrikant, (Bad Buchau 1840–1914 Stuttgart) und seiner Ehefrau Luise (Stuttgart 1853–1944 New York) geboren. Ein Jahr später zog die Familie in eine große Wohnung in der Jägerstraße 37 um. Hier wohnte Klara Neuburger bis 1940, als sie gezwungen wurde, in ein sogenanntes Judenhaus im Oberen Hoppenlauweg umzuziehen.
Klara Neuburger wurde in eine erfolgreiche, wohlsituierte Fabrikantenfamilie hinein geboren. Ihr Vater war Teilhaber einer Textilfabrik in Salach, Kreis Göppingen, der Mechanischen Weberei Salach, J. H. Neuburger.
Klara Neuburger studierte von 1905 bis 1913 bei Adolf Hölzel und Gustav Igler an der Kunstakademie Stuttgart Malerei. Sie nahm an bedeutenden Ausstellungen moderner Kunst wie der Stuttgarter Sezession und der Juryfreien Stuttgarter Künstlervereinigung teil. Ab 1933 wurde sie aus rassischen Gründen von solchen frei zugänglichen Ausstellungen ausgeschlossen und konnte nur noch auf vier geschlossenen jüdischen Ausstellungen künstlerisch präsent sein.
Für die Nationalsozialisten war sie, die Stuttgarter Bürgerin, eine schrittweise aus der sog. Volksgemeinschaft auszuschließende Jüdin. So erlebte und erlitt die emanzipierte und integrierte Klara Neuburger eine Verdrängung zurück ins längst überwunden geglaubte gesellschaftliche Ghetto:
- 1935 die Nürnberger Gesetze und die Boykottierung der Salacher Textilfabrik der Neuburgers[6]
- 1938 folgte die sog. Arisierung der Firma. Ihr Bruder Richard wurde nach der Reichspogromnacht im November 1938 verhaftet und ins Schutzhaftlager Welzheim eingeliefert.
- Ab 1939 musste sie als zweiten, stigmatisierenden Vornamen „Sara“ annehmen (Namensänderungsverordnung).
- Die Verordnung, den gelben „Judenstern“ tragen zu müssen, trat erst vier Wochen nach ihrer Ausreise aus Deutschland in Kraft.

Laut Rainer Vogt konnte Klara Neuburger, ähnlich wie Dina Cymbalist und Elli Heimann, Deutschland im letzten Moment in Richtung Vereinigte Staaten verlassen. Laut der Genealogiedatenbank des Jüdischen Museums Hohenems konnte Klara Neuburger am 2. September 1941 aus Deutschland nach New York emigrieren und somit der NS-Verfolgung entkommen. Klara Neuburger erhielt ebenso wie ihre 88-jährige Mutter Luise Neuburger im Mai 1941 in Stuttgart noch ein USA-Visum. Nach zwei unerwartet notwendigen Umbuchungen der Reederei konnten die beiden Frauen endlich Mitte August aus Deutschland ausreisen (s. abgebildetes Telegramm). Ihr Flüchtlingsschiff „Mouzinho“ legte am 20. August in Lissabon ab und erreichte New York am 2. September 1941.
Das Landeskundeportal LEO-BW bestätigt diese Lebensdaten der Malerin Klara Neuburger.

## Die Künstlerin
Schon als Studentin in Adolf Hölzels „Damenmalklasse“ gehörte Klara Neuburger zu den Künstlerinnen, die sich sowohl kulturell als auch kunstgeschichtlich „die Moderne eroberten“.
Klara Neuburger gehört aber auch in Folge des Kulturbruchs, den die Machtübernahme der Nationalsozialisten für die liberale, offene, pluralistische Gesellschaft der Weimarer Republik bedeutete, und vollends durch die Katastrophe des Zweiten Weltkriegs zur „verschollenen Generation“ (Rainer Zimmermann) deutscher, insbesondere jüdisch-stämmiger Künstler. Als freischaffende Malerin musste sie wohl nicht ausschließlich von ihrer Kunst leben. Vielleicht war dies auch ein Grund für die Überschaubarkeit ihres Werks, soweit es erschließbar ist. Ein eigenes Atelier hatte sie von 1920 bis 1937 neben der Wohnung in Stuttgart immer, zuerst in der Landhausstraße, dann in der Friedenstraße. Im Stuttgarter Kunstleben war sie gut vernetzt. Die Motive einzelner Bilder der Künstlerin weisen laut ihren Passakten auf einige Auslandsaufenthalte hin. „Eine Malerin auf Achse“ wie ihre Kollegin Luise Deicher war sie nicht. Ihre Lebensumstände begrenzten sie eher auf Württemberg. Eine Einzelausstellung hatte sie zu Lebzeiten nicht; posthum reicht ihr erhaltenes, schmales Werk dafür nicht aus. Aus Katalogen und Ausstellungsbesprechungen lassen sich heute noch ca. 50 Werktitel nachweisen. In den letzten Jahrzehnten tauchten zu den wenigen bekannten Werken im Kunsthandel immer wieder einige weitere erhaltene Werke auf.
Das Aquarell Dame im Park von 1923 ist das bekannteste Werk und gleichzeitig jenes, mit dem Klara Neuburger der Hölzel-Schule am weitesten in die Abstraktion folgte. Wie andere Schülerinnen (z. B. Käthe Loewenthal) malte Neuburger in ihren Landschaftsbildern und Stillleben figürlich im Stil des Expressiven Realismus (Rainer Zimmermann).
Klara Neuburger konnte sich ins Exil in die USA retten. Ihre zur Fortführung des künstlerischen Schaffens – neben Hausrat, Kleidung und Wäsche – in große Schiffskisten verpackten Malutensilien wie eine „Feldstaffelei“, mehrere Skizzenbücher, eine Mappe mit Aquarellen, 35 Ölgemälde wurden auf Grund eines Exportverbotes für Frachtgut von Juden durch die Gestapo in Konstanz beschlagnahmt und kamen nie in New York an.

## Erinnerung an die Malerin Klara Neuburger nach 1945
1947 wurde die Stuttgarter Sezession neu begründet. In zwei Ehrenräumen wurden Werke von toten und emigrierten Mitgliedern ausgestellt. Klara Neuburger war laut Katalog und einer Besprechung der Ausstellung in der Stuttgarter Zeitung (25. Oktober 1947) mit dem Ölgemälde Früchte-Stilleben vertreten, beigesteuert von Hugo Borst.
1978 Gruppenausstellung Städtische Galerie Stuttgart (s. Literaturliste)
1987 Wolfgang Kermer stellt Klara Neuburger in die Reihe der jüdischen bildenden Künstlerinnen und Künstler Württembergs, die 1935 und 1937 in den Kunstausstellungen der Stuttgarter Jüdischen Kunstgemeinschaft in den Räumen der Stuttgart-Loge (Gartenstraße 30) vertreten waren.
1987 Gruppenausstellung Städtische Galerie Böblingen (s. Literaturliste)
Seit 1991 erinnern auf Initiative des Bezirksbeirats in Stuttgart-Riedenberg vier Straßennamen an vom NS-Staat verfolgte Malerinnen und Maler: Wilhelm Geyer, Käthe Loewenthal, Fred Uhlman und Klara Neuburger. Für das Erläuterungsschild zur Klara-Neuburger-Straße legte der beschließende Verwaltungsausschuss des Stuttgarter Gemeinderats die damals von Kunsthistorikern wie Hans-Dieter Mück, Günther Wirth, Eugen Keuerleber u. a. vertretenen Informationen zu Grunde: Geburtsjahr 1888, Todesjahr 1942, was bedeutete, dass Klara Neuburger ein „Opfer des Naziregimes“ geworden war, also wie Käthe Loewenthal nach der Deportation am 26. April 1942 vom Stuttgarter Nordbahnhof aus ins Durchgangslager Izbica im Holocaust umgekommen sei. Diese Angaben wurden erstmals 1999 von der Stuttgarter Kunsthistorikerin Edith Neumann in ihrer in der Literaturliste angeführten Dissertation bezweifelt und durch die zutreffenden Daten ersetzt: 1882–1945, Flucht in die USA 1941.
2015 Gruppenausstellung Städtische Galerie Böblingen (s. Literaturliste)
Im Herbst 2021 veranstalteten im Zusammenhang des Festjahres 1700 Jahre jüdisches Leben in Deutschland die Evangelische Kirchengemeinde Stuttgart-Riedenberg in Kooperation mit dem Geschwister-Scholl-Gymnasium Stuttgart-Sillenbuch ein Erinnerungsprojekt. Dabei konnten die oben berichteten Widersprüchlichkeiten zu Klara Neuburgers Schicksal endgültig geklärt werden: Es gab in Stuttgart in den 1930er Jahren zwei Personen mit dem Namen Klara Neuburger. Die Historikerin Maria Zelzer nennt in ihrem Standardwerk „Weg und Schicksal der Stuttgarter Juden“ (1964) beide. Von Klara Neuburger, geb. 1888 und Holocaust-Opfer 1942, wusste sie, dass diese eine geborene Henle war. Von der Malerin Klara Neuburger kannte Zelzer aus der „Gemeinde-Zeitung für die israelit. Gemeinden Württembergs“ (GZ) nur Ausstellungsbeteiligungen bei der „Stuttgarter jüdischen Kunstgemeinschaft“, aber keine Lebensdaten. Also auch nicht, dass sie ledig geblieben und dem Holocaust entkommen war. Für Zelzer gab es noch keinen Zugang zu den Akten im Staatsarchiv Ludwigsburg, so wie für den heutigen Forscher.
In der Gedenkstätte „Zeichen der Erinnerung“ am Nordbahnhof Stuttgart wird seit 2006 zu Recht an die andere Klara Neuburger als nach Izbica deportiertes Opfer erinnert.
In Riedenberg musste nach 2021 die Klara-Neuburger-Straße nicht umbenannt werden, sondern nur das Erläuterungsschild von 1991 ausgetauscht werden. Und die Malerin ist nun mit ihren in den Stuttgarter Passakten im Staatsarchiv Ludwigsburg entdeckten und hier abgebildeten Fotos auch als Person von Angesicht bekannt. Dass Klara Neuburger keine verschollene und vergessene Malerin bleibt, diesem Ziel widmet sich die Städtische Galerie Böblingen mit ihren beiden vergangenen Ausstellungen und weiteren geplanten. Möge auch für die Malerin Klara Neuburger gelten, was Hilde Domin, die überlebende Exildichterin, in ihrem Gedicht „Ars longa“ (1964) für die Poesie und was das Kunstmuseum Stuttgart mit dem Motto „Die Kunst hat kein Ende“ für Gemälde beschwören.

## Ausstellungsteilnahmen (Auszug)
- 1909, 1910, 1912: Württembergischer Malerinnenverein in Stuttgart.
- 1923, 1924, 1926, 1927, 1947 (posthum): Stuttgarter Sezession.
- 1920, 1924, 1927: Ausstellungen des Frauenkunstverbandes in Stuttgart.
- 1931, 1932: Juryfreie Künstlervereinigung Stuttgart.
- 1934, 1935, 1937, 1938: Stuttgarter jüdische Kunstgemeinschaft in den Räumen der „Stuttgart-Loge Bnej Brith“, Gartenstr. 30 (heute Fritz-Elsas-Str.).

## Werke (Auswahl)

### Werke in öffentlichem Besitz
- Kunstmuseum Stuttgart: Dame im Park, Aquarell / Papier, 1923, signiert mit Widmung für Adolf Hölzel zu dessen 70. Geburtstag „z.13.5.1923“
- Städtische Galerie Böblingen: Schloss Seefeld am Ammersee, Öl auf Leinwand, um 1920, signiert

### Werke in Privatbesitz
- mit Angabe eines bekannten Ausstellungsjahres zu Lebzeiten laut Katalogen oder Ausstellungsbesprechungen (in: H.-D. Mück, E. Neumann und Gemeinde-Zeitung (GZ)) (s. oben Link zu „geschlossene jüdische Ausstellungen“- GZ)
- Ohne Titel [Stillleben], Öl auf Leinwand, ohne Jahr, 45 × 34 cm.[28]
- Langenargen Landungssteg, Öl auf Leinwand, 1923 datiert, signiert, 35 × 45 cm.[29]
- Primeln, Öl auf Leinwand, 1925 datiert, signiert, 55 × 42 cm. (Ausstellung 1932 Juryfreie Kunstvereinigung)
- Alpenveilchen, Öl auf Leinwand 1925 datiert, signiert, 55 × 42 cm.[30]
- Hyazinthe, Öl auf Leinwand, 1926 datiert, signiert, 43 × 36 cm.[31] (Ausstellung 1932 Juryfreie Kunstvereinigung)
- Porträt Louise Neuburger, Aquarell, 1937 datiert, signiert

### Werke mit unbekanntem Verbleib („verschollene“ Gemälde)
- mit Angabe eines bekannten Ausstellungsjahres zu Lebzeiten laut Katalogen oder Ausstellungsbesprechungen (in: H.-D. Mück, E. Neumann und Gemeinde-Zeitung (GZ)) (s. oben Link zu „geschlossene jüdische Ausstellungen“- GZ)
- Dorf in Morgenstimmung (Ausstellung 1909 Württembergischer Malerinnenverein)
- Ruhende (Ausstellung Frauenkunstverband 1924)
- Dahlien in japanischer Vase (Ausstellung 1924 Stuttgarter Sezession)
- Italienische Landschaft (Ausstellung 1926 Stuttgarter Sezession)
- Ellwangen (Ausstellung 1934 Stuttgarter Jüdische Kunstgemeinschaft)
- Pertisau am Achensee (Ausstellung 1938 Stuttgarter Jüdische Kunstgemeinschaft)